# Обществена тайна
Обществена или публична тайна е понятие, което съществува в почти всички езици, макар и в различно словосъчетание.

## Определение
Тайната сама по себе си е нещо укрито, държано в неизвестност, в потайност, далече от хорските очи и уши. Нещо, за което укривателят му няма интерес да го прави достояние на много хора.
Тайната може да бъде някаква загадка, неяснота, мистерия, чудо, рядък феномен, все още неизяснено явление. 
Обществена тайна е явление, известно на всички останали, освен на тези, които трябва да вземат отношение по въпроса, които са овластени да се справят с нередностите или имат рупорите да говорят и да призовават.
Това е такъв тип тайна, която е пред очите на всички, с нея хората се сблъскват почти всеки ден и тя често им създава сериозни проблеми. За нея мнозина говорят, но тихомълком, властта обаче я подминава, а медиите я премълчават или замазват.
Обществената тайна може да обхваща както явления с широко обществено значение – в по-честия случай, – така и поведението и особеностите на една отделна личност, без разлика дали става въпрос за публична личност или никому неизвестен роднина. Обикновено първият вид тайни са далече по „премълчавани“, докато вторият вид се разнасят с голяма охота и пикантни подробности из приятелските кръгове или жълтите вестници.

## Примери за обществена тайна
През тоталитарния период (1944-1989) т.нар. обществена тайна обхващаше повечето аспекти от живота. Обществена тайна беше:
- дефицитът на стоки и услуги;
- лошото качество на стоките и услугите;
- разхищението на работното време;
- разточителствата на бившия партиен елит;
- системата от привилегии за т.нар. номенклатура;
- ниското образование на ръководните фигури на държавата;
- смяната на имената на хора с турскоезични имена;
- фалиралата икономика;
- подслушването на телефоните, проверката на личната кореспондениця;
- цензурата в медиите и изкуствата;
- отдавна доказаната несъстоятелност на доминиращата по него време марксистка идеология и мн.др.

През периода на прехода от тоталитаръзъм към демокрация също не липсват множество примери за публични тайни:
- нагласените обществени поръчки;
- рушветите в митниците;
- плачевното състояние на българския спорт; [2]
- корупцията в администрацията; [3]
- незаконното доплащане в държавните болници; [4]
- хаоса в образованието;
- нерегламентираните връзки между МВР и организираната престъпност;
- сивата икономика;
- огромната вътрешна междуфирмена задлъжнялост;
- нефункциониращите държавни институции;
- назначенията на роднински или приятелски принцип;
- некачествените и некоректно маркирани търговски продукти; [5]
- манипулирането на изборите; [6]
- неефективното правораздаване и др. [7]